# Goran Tomasevic
Goran Tomašević ( sârbă Горан Томашевић; născut în 1969), este un fotograf sârb. Lucrând pentru Reuters, el a petrecut mai mult de 20 de ani călătorind pe tot globul pentru a acoperi cele mai mari povești din lume.
Fotografiile lui Tomašević cu războaie și revoluții au fost premiate și au devenit unele dintre cele mai durabile imagini ale conflictelor purtate în Balcani, Irak, Afganistan, Libia și Siria. Opera sa amplă include trăsături fotografice din Sudanul de Sud, Pakistan, Mozambic, Republica Congo Republica Centrafricană, Burundi, Nigeria și acoperirea sportivă a olimpiadelor și a Cupelor Mondiale de fotbal.

## Carieră
Tomašević a început să fotografieze războiul care a urmat destrămării Iugoslaviei din 1991 pentru cotidianul Politika, în 1996 s-a alăturat celei mai mari agenții din lume Reuters, acoperind tensiunile politice înflăcărate din Kosovo și demonstrațiile anti-Milošević din orașul său natal, Belgrad, de la mijlocul anilor '90. .  În timpul bombardamentului de trei luni al NATO asupra Iugoslaviei, în 1999, Tomašević a fost singurul fotograf care a lucrat pentru presa străină care a petrecut durata conflictului din Kosovo.
Tomašević s-a mutat la Ierusalim în 2002, acoperind a doua intifadă palestiniană . În timpul invaziilor conduse de SUA în Irak, în 2003, imaginea sa cu un marin american care urmărea răsturnarea unei statui a lui Saddam Hussein a devenit una dintre cele mai memorabile imagini ale războiului.  El s-a întors adesea în Irak pe măsură ce violența sectară a escaladat și a fotografiat în mod regulat celălalt război al Americii în Afganistan. Secvența sa de fotografii ale sergentului marin american Bee scăpând cu gloanțe talibane a devenit o imagine iconică în istoria războiului american.
Tomašević s-a mutat la Cairo în 2006 și a fost în centrul acoperirii de către Reuters a Primăverii Arabe . În Libia, imaginea sa cu o minge de foc care a izbucnit după un atac aerian asupra luptătorilor pro-Gaddafi a devenit o imagine iconică a războiului libian, fiind pe primele pagini ale a peste 100 de ziare din întreaga lume. A rămas la Cairo până în 2012.  Imaginile sale brute ale luptătorilor rebeli care luptau împotriva forțelor pro-Assad printre ruinele Alepului și Damascului în timpul Războiului Civil din Siria au câștigat aprecieri internaționale, la fel ca și acoperirea asediului sângeros al unui centru comercial din Nairobi, Kenya.

## Premii
Munca lui Tomašević a fost recunoscută cu numeroase premii internaționale de prestigiu. El a fost numit „Fotograful anului Reuters” de patru ori (2003, 2005, 2011 și 2013) și a câștigat premiul „Fotografia Reuters a anului” în 2008.  În 2014, a primit premiul I la categoria „Spot News Stories” la World Press Photo și premiul II și III la „News Picture Story” la „POYi”. A câștigat „China International Press Photo of the Year” în 2011 și a fost premiat pentru știri spot în 2004 și 2012.
În 2009, a câștigat „Premiul de excelență SOPA pentru fotografia de știri”. În 2012, Tomašević a câștigat „London Frontline Club Award” și în 2013 premiul „Days Japan”. În 2005, a obținut Asociația Națională de Fotografie de Presă, Best of Photo jurnalism la categoria Portret și personalitate și locul trei la știri în 2011. În 2014, a fost nominalizat la Premiul Pulitzer pentru Fotografie de ultimă oră.
Echipa foto The Guardian l-a ales pe Goran Tomašević ca agent de fotograf al anului pentru 2013, iar International Business Times UK ca agent de fotograf al anului pentru 2016.
În aprilie 2019, Tomašević și mai mulți dintre colegii săi de la Reuters au primit premiul Pulitzer Prize Breaking News Photography, pentru acoperirea migrației în masă a americanilor centrali și sud-americani către Statele Unite. 

## Expoziții
În 2012, Galeria foto cehă din Praga a organizat o expoziție de șase săptămâni cu fotografiile de război ale lui Tomasevic, care descriu mai mult de două decenii de conflicte. Expoziții suplimentare au avut loc în Clubul corespondenților străini din Hong Kong în 2014 și în Perpignan, Franța, în timpul festivalului Visa pour l'Image din 2006, 2013 și 2015.